# Стари Слатиник
Стари Слатиник је насељено место у саставу општине Бродски Ступник у Бродско-посавској жупанији, Република Хрватска.

## Историја
До територијалне реорганизације у Хрватској налазио се у саставу старе општине Славонски Брод. Српски православни храм светог мученика кнеза Лазара и парохијски дом су до темеља је срушени 1941. године. Богослужбени предмети, црквене књиге и архива том приликом су уништени. Нова црква изграђена је 1985. године, а у лето 1991. поново је уништена. Спомен-плоча са именима пострадалих од 1941–1945. године такође је уништена 12. новембра 1991. године. Парохијски дом је девастиран током рата деведесетих година двадесетог века.

## Становништво
На попису становништва 2011. године, Стари Слатиник је имао 1.269 становника.

## Попис1991.
На попису становништва 1991. године, насељено место Стари Слатиник је имало 1.386 становника, следећег националног састава:
| Попис 1991.‍   | Попис 1991.‍  | Попис 1991.‍ | Попис 1991.‍ | Попис 1991.‍ |
| ------------- | ------------ | ----------- | ----------- | ----------- |
|               |              |             |             |             |
| Хрвати        | Хрвати       |             | 1.135       | 81,89%      |
| Срби          | Срби         |             | 167         | 12,04%      |
| Југословени   | Југословени  |             | 36          | 2,59%       |
| Украјинци     | Украјинци    |             | 11          | 0,79%       |
| Чеси          | Чеси         |             | 2           | 0,14%       |
| Мађари        | Мађари       |             | 1           | 0,07%       |
| Македонци     | Македонци    |             | 1           | 0,07%       |
| Словенци      | Словенци     |             | 1           | 0,07%       |
| неопредељени  | неопредељени |             | 24          | 1,73%       |
| регион. опр.  | регион. опр. |             | 2           | 0,14%       |
| непознато     | непознато    |             | 6           | 0,43%       |
| укупно: 1.386 |              |             |             |             |